# Skara stad
Denna artikel handlar om den tidigare kommunen Skara stad. För orten se Skara, för dagens kommun, se Skara kommun.
Skara stad var en stad och kommun i Skaraborgs län.

## Administrativ historik
Skara stift grundades under Olof Skötkonung på 1000-talet med Skara som biskopssäte.
Staden blev en egen kommun, enligt Förordning om kommunalstyrelse i stad (SFS 1862:14) 1 januari 1863, då Sveriges kommunsystem infördes.
Den 1 januari 1934 (enligt beslut den 12 maj 1933) inkorporerades Skara landskommun, omfattande 17,60 km² (varav 17,58 km² land) och 393 invånare.
Som förberedelse inför kommunreformen 1971 trädde Sveriges indelning i kommunblock i kraft den 1 januari 1964. Skara stad ingick då i kommunblocket Skara tillsammans med Ardala landskommun, Valle landskommun och Bjärka församling ur Gudhems landskommun. Den 1 januari 1971 trädde kommunreformen i kraft och de nämnda kommunerna samt staden bildade Skara kommun.

### Judiciell indelning
Skara stad hade en egen jurisdiktion (rådhusrätt) till den 1 januari 1944 då den blev del av Skarabygdens domsaga och Skara, Skånings och Valle tingslag. Från den 1 januari 1948 tillhörde staden Skarabygdens domsagas tingslag.

### Kyrklig indelning
Skara stad tillhörde Skara stadsförsamling. Den 1 januari 1934 slogs stadsförsamlingen ihop med Skara landsförsamling för att bilda Skara församling.

### Sockenkod
För registrerade fornfynd med mera så återfinns staden inom ett område definierat av sockenkod 2023 som motsvarar den omfattning staden hade kring 1950, vilket innebär området också innefattar Skara socken.

## Stadsvapnet
Blasonering: I fält av silver en röd spåntäckt romansk kyrka med absid och två med kors krönta spetsiga huvar försedda med torn, det högra högst, samt med portar och fönster av silver.
Vapnet fastställdes av Kungl Maj:t 1963 efter årtionden av diskussioner. Sedan 1600-talet hade staden nämligen fört olika versioner av stadens domkyrkobyggnad som vapen. 1963 bestämdes att stadens sigill från 1200-talet, som avbildade en romansk kyrka, skulle vara stadens vapen. Efter kommunbildningen registrerades det i PRV 1974. 

## Geografi
Skara stad omfattade den 1 januari 1952 en areal av 33,77 km², varav 33,74 km² land.

### Tätorter i staden 1960
I Skara stad fanns tätorten Skara, som hade 8 132 invånare den 1 november 1960. Tätortsgraden i staden var då 88,9 procent.

## Befolkningsutveckling
| Befolkningsutvecklingen i Skara stad 1805–1970 | Befolkningsutvecklingen i Skara stad 1805–1970 | Befolkningsutvecklingen i Skara stad 1805–1970 | Befolkningsutvecklingen i Skara stad 1805–1970 | Befolkningsutvecklingen i Skara stad 1805–1970 |
| --- | ---------------------------------------------- | ---------------------------------------------- | ---------------------------------------------- | ---------------------------------------------- |
| |                                                |                                                |                                                |                                                |
| År |                                                |                                                | Folkmängd                                      |                                                |
| 1805 | 1805                                           |                                                | 950                                            |                                                |
| 1810 | 1810                                           |                                                | 848                                            |                                                |
| 1820 | 1820                                           |                                                | 1 271                                          |                                                |
| 1830 | 1830                                           |                                                | 1 498                                          |                                                |
| 1840 | 1840                                           |                                                | 1 638                                          |                                                |
| 1850 | 1850                                           |                                                | 1 866                                          |                                                |
| 1860 | 1860                                           |                                                | 2 246                                          |                                                |
| 1870 | 1870                                           |                                                | 2 560                                          |                                                |
| 1880 | 1880                                           |                                                | 3 122                                          |                                                |
| 1890 | 1890                                           |                                                | 3 813                                          |                                                |
| 1900 | 1900                                           |                                                | 4 431                                          |                                                |
| 1910 | 1910                                           |                                                | 5 666                                          |                                                |
| 1920 | 1920                                           |                                                | 6 262                                          |                                                |
| 1930 | 1930                                           |                                                | 6 770                                          |                                                |
| 1935 | 1935                                           |                                                | 7 141                                          |                                                |
| 1940 | 1940                                           |                                                | 7 364                                          |                                                |
| 1945 | 1945                                           |                                                | 7 761                                          |                                                |
| 1950 | 1950                                           |                                                | 8 378                                          |                                                |
| 1955 | 1955                                           |                                                | 8 658                                          |                                                |
| 1960 | 1960                                           |                                                | 9 149                                          |                                                |
| 1965 | 1965                                           |                                                | 9 927                                          |                                                |
| 1970 | 1970                                           |                                                | 10 853                                         |                                                |
| Anm: 1934 inkorporerades Skara landskommun. För åren 1805-1945: befolkning enligt folkräkning 31 december enligt den administrativa indelningen den 1 januari följande år. 1950 avser befolkning enligt folkräkning den 31 december enligt den administrativa indelningen den 1 januari 1952. 1955 avser den kyrkobokförda befolkningen den 31 december enligt den administrativa indelningen den 1 januari följande år. 1960 och 1965 avser befolkning enligt folkräkning den 1 november enligt den administrativa indelningen den 1 januari följande år. 1970 avser befolkning enligt folkräkning den 1 november i det område som Skara stad omfattade när den ombildades till Skara kommun 1 januari 1971. |                                                |                                                |                                                |                                                |

## Politik

### Mandatfördelning i valen 1919–1966
| 4 | 6 | 2 | 8 | 10 |

| 29 |

| 4 | 5 | 2 | 8 | 11 |

| 30 |

| 4 | 5 | 6 | 15 |

| 29 |

|  | 9 | 8 | 12 |

| 29 |

| 10 |  | 7 | 12 |

| 29 |

| 11 |  | 6 | 12 |

| 29 |

| 15 |  | 5 | 9 |

| 26 |

| 15 |  | 5 | 9 |

| 29 |

| 3 | 14 | 6 | 7 |

| 28 |

| 16 |  | 7 | 6 |

| 27 |

| 15 |  | 9 | 5 |

| 26 |

| 14 | 2 | 7 | 7 |

| 25 | 5 |

| 16 | 2 | 6 | 6 |

| 24 | 6 |

| 14 | 4 | 6 | 6 |

| 25 | 5 |